# 637 -always and forever-
Albums de Crystal Kay
C.L.L. ~Crystal Lover Light
(2000) Almost seventeen
(2002)
Singles
1. Girl's Night
Sortie : 2001
2. Ex-Boyfriend
Sortie : 2001

637 -always and forever- est le 2e album de la chanteuse Crystal Kay, sorti sous le label Sony Music Entertainment Japan le 22 août 2001 au Japon. Il atteint la 19e place du classement de l'Oricon, et reste classé pendant huit semaines, pour un total de 48 550 exemplaires vendus.

## Liste des titres
| 1.  | Girl's Night                                                    | Emi K. Lynn         | T.KURA and MICHICO                | 4:28 |
| 2.  | interlude~my ex                                                 |                     |                                   | 0:26 |
| 3.  | Ex-Boyfriend feat. VERBAL (M-Flo)                               | EMI K. Lynn, VERBAL | T.KURA and MICHICO                | 5:11 |
| 4.  | Curious                                                         | Kawamura Masumi     | Tajima Takao                      | 4:17 |
| 5.  | He Will Be Mine                                                 | MICHICO             | T.KURA and MICHICO                | 4:08 |
| 6.  | Another Best Thing                                              | Kawamura Masumi     | Chikuzen Sato                     | 4:19 |
| 7.  | Guardian Angel                                                  | Saeko Nishio        | Sylvia Bennette Smith, Marc Smith | 4:18 |
| 8.  | interlude~conditioner                                           |                     |                                   | 0:55 |
| 9.  | Honey Glue                                                      | Saeko Nishio        | Chikuzen Sato                     | 5:27 |
| 10. | Tsuki no Nai Yoru, Michi no Nai Basho (月のない夜 道のない場所) | Saeko Nishio        | Yusuke Asada                      | 4:24 |
| 11. | Holiday Fighter                                                 | Saeko Nishio        | Hajime Hyakkoku                   | 4:02 |
| 12. | Couldn't Care Less                                              | Emi K.Lynn          |                                   | 3:50 |
| 13. | LOST CHILD (Original Version)                                   | Saeko Nishio        | Fujiwara Hiroshi, Osawa Shinichi  | 6:38 |